# Cyornis hoevelli
El papamoscas frentiazul (Cyornis hoevelli) es una especie de ave paseriforme de la familia Muscicapidae.

## Distribución y hábitat
Es endémica de las selvas de Célebes (Indonesia).